# Антуан Боніфасі
Антуан Боніфасі (фр. Antoine Bonifaci, 4 вересня 1931, Безон — 29 грудня 2021, Вільфранш-сюр-Мер) — французький футболіст, що грав на позиції півзахисника.
Виступав, зокрема, за клуби «Ніцца» та «Торіно», а також національну збірну Франції.
Дворазовий чемпіон Франції. Володар Кубка Франції.

## Клубна кар'єра
Народився 4 вересня 1931 року в місті Безон. Вихованець футбольної школи клубу «Вільфранш-сюр-Мер».
У дорослому футболі дебютував 1948 року виступами за команду «Ніцца», в якій провів п'ять сезонів, взявши участь у 109 матчах чемпіонату. Більшість часу, проведеного у складі «Ніцци», був основним гравцем команди. За цей час двічі виборював титул чемпіона Франції, ставав володарем Кубка Франції.
Згодом з 1953 по 1957 рік грав у складі команд «Інтернаціонале» та «Болонья».
Своєю грою за останню команду привернув увагу представників тренерського штабу клубу «Торіно», до складу якого приєднався 1957 року. Відіграв за туринську команду наступні три сезони своєї ігрової кар'єри. Граючи у складі «Торіно» також здебільшого виходив на поле в основному складі команди.
Протягом 1960—1961 років захищав кольори клубу «Віченца».
Завершив ігрову кар'єру у команді «Стад Франсе», за яку виступав протягом 1961—1963 років.

## Виступи за збірну
У 1951 році дебютував в офіційних матчах у складі національної збірної Франції.
Загалом протягом кар'єри в національній команді, яка тривала 3 роки, провів у її формі 12 матчів, забивши 2 голи.
Помер 29 грудня 2021 року на 91-му році життя у місті Вільфранш-сюр-Мер.

## Титули і досягнення
- Чемпіон Франції (2):

«Ніцца»: 1950-1951, 1951-1952
- Володар Кубка Франції (1):

«Ніцца»: 1951-1952